# Canton de Munster
Le canton de Munster est une ancienne division administrative française, située dans le département du Haut-Rhin, en région Grand Est.
Se confondant avec la vallée de Munster, son territoire coïncide avec celui de la communauté de communes de la Vallée de Munster. Il faisait partie de la deuxième circonscription du Haut-Rhin.
Il disparaît à l'occasion des élections départementales de 2015. Les communes qui le composaient rejoignent le canton de Wintzenheim.

## Composition

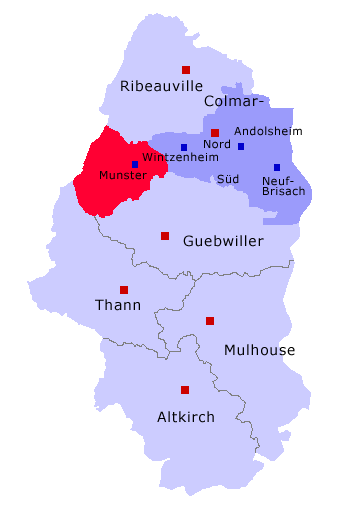
Représentation du canton de Munster au sein de l'arrondissement de Colmar et du département du Haut-Rhin.

Le canton de Munster comprenait 16 communes :

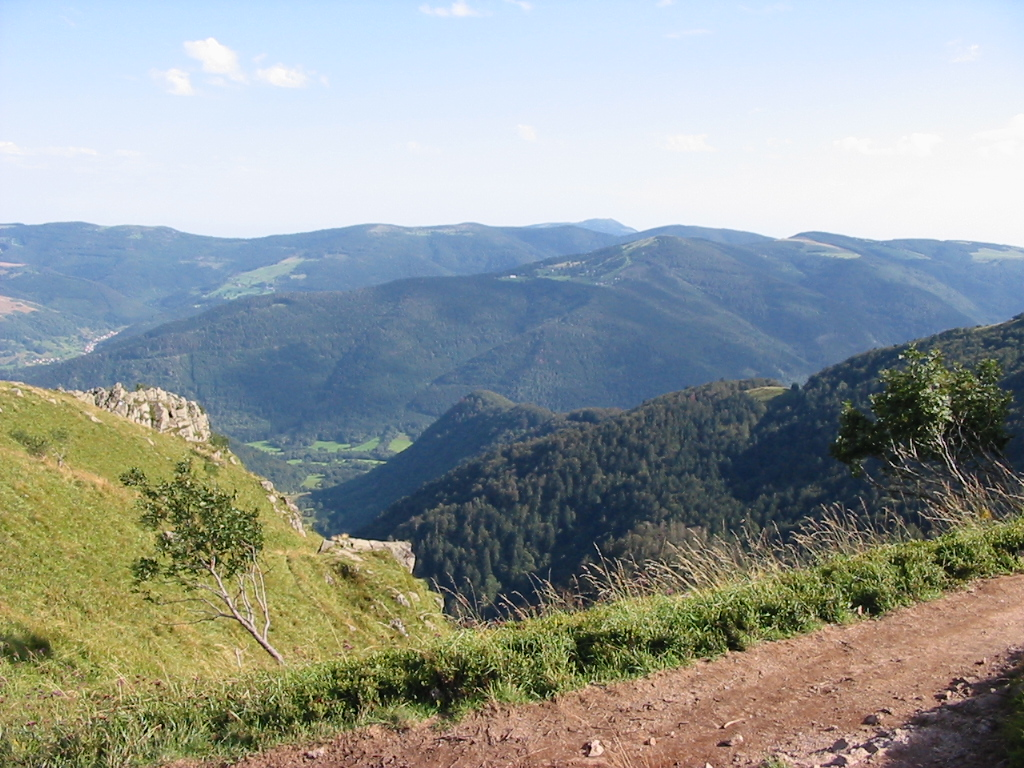
Vu du Hohneck, le canton ne peut renier son caractère montagneux.

- Breitenbach-Haut-Rhin
- Eschbach-au-Val
- Griesbach-au-Val
- Gunsbach
- Hohrod
- Luttenbach-près-Munster
- Metzeral
- Mittlach
- Muhlbach-sur-Munster
- Munster (chef-lieu)
- Sondernach
- Soultzbach-les-Bains
- Soultzeren
- Stosswihr
- Wasserbourg
- Wihr-au-Val

## Administration

### Conseillers généraux de 1833 à 1871 et de 1919 à 2015
| Période        | Période      | Identité                     | Étiquette                | Qualité |
| -------------- | ------------ | ---------------------------- | ------------------------ | --- |
| 1833           | 1861 (décès) | Frédéric Hartmann            |                          | Manufacturier à Munster Député (1830-1845), Pair de France                                                                                             |
| 1861           | 1870         | Frédéric Hartmann            |                          | Industriel - Maire de Munster (1857-1880) Député (février-mars 1871)                                                                                   |
|                |              |                              |                          | |
| 1919           | 1934         | André Hartmann               | PDP                      | Industriel à Munster (1925-1929) |
| 1934           | 1940 (décès) | Georges Heid (1879-1940)     | Rad.                     | Médecin - Maire de Munster (1929-1940) |
|                |              |                              |                          | |
| 1945           | 1955         | Albert Krumenacker           | app.MRP puis RPF puis RS | Médecin à Metzeral Conseiller municipal de Richtolsheim                                                                                                |
| 1955           | 1958 (décès) | Alfred Willem (1906-1958)    | PCF                      | Plâtrier, adjoint au maire de Munster |
| 1958           | 1961         | Albert Krumenacker           | UNR                      | Médecin Conseiller municipal de Richtolsheim Suppléant du député Georges Bourgeois                                                                     |
| 1961           | 1967         | Robert Schmitt               | DVD                      | Maire de Munster |
| 1967           | 1987 (décès) | Alfred Monhardt (1928-1987)  | DVD puis UDF             | Maire de Soultzeren (1967-1987) |
| 1987           | 1992         | Jean-Georges Ham             | DVD                      | Directeur à la Caisse d'Epargne Conseiller municipal de Gunsbach                                                                                       |
| 1992           | 2004         | Antoine Boithiot (1939-2021) | DVD                      | Garde-barrage Maire de Mittlach (1983 → 2001) Président du SIVOM de la Vallée de Munster (1986 → 1995) Vice-président du conseil général (1992 → 2004) |
| 2004           | juin 2012,   | Pierre Gsell                 | DVD                      | Garde forestier Maire de Breitenbach |
| 8 juillet 2012 | 2015         | Pierre Gsell                 | DVD                      | Maire de Breitenbach (1995 → 2020) |

### Conseillers d'arrondissement (de 1833 à 1871 et de 1919 à 1940)
Le canton de Munster avait deux conseillers d'arrondissement à partir de 1919.
| Période                                  | Période      | Identité                  | Étiquette   | Qualité |
| ---------------------------------------- | ------------ | ------------------------- | ----------- | --- |
| 1833                                     | 1842 (décès) | Jean Hummel (1798-1842)   |             | Maire de Munster                                                                                            |
| 1842                                     | 1848         | Jean Ruhland              |             | Maire de Munster                                                                                            |
|                                          |              |                           |             | |
| 1919                                     | 1935 (décès) | Jacques Immer (1870-1935) | Rad.        | Industriel, maire de Metzeral                                                                               |
| 1919                                     | 1937         | Eugène Hecker (1865-1939) | Rad.        | Directeur de banque à Colmar, propriétaire à Munster                                                        |
| 1935                                     | 1940         | Jean Burgard (1891-1965)  | APNA        | Vigneron, maire de Wihr-au-Val                                                                              |
| 1937                                     | 1940         | Jean Kempf                | Indépendant | Maire de Soultzeren                                                                                         |
| 1940                                     |              |                           |             | Les conseils d'arrondissement ont été suspendus par la loi du 12 octobre 1940 et n'ont jamais été réactivés |
| Les données manquantes sont à compléter. |              |                           |             | |

## Démographie
| 1962   | 1968   | 1975   | 1982   | 1990   | 1999   | 2006   | 2011   | 2012   |
| ------ | ------ | ------ | ------ | ------ | ------ | ------ | ------ | ------ |
| 15 620 | 15 323 | 15 303 | 14 726 | 15 097 | 16 194 | 16 818 | 16 687 | 16 520 |